# Final Rock
La Final Rock (in lingua inglese: Roccia finale) è uno spuntone roccioso isolato, situato 6 km a sud del Monte Feldkotter, all'estremità meridionale del Neptune Range, che fa parte dei Monti Pensacola in Antartide.
Lo spuntone roccioso è stato mappato dall'United States Geological Survey (USGS) sulla base di rilevazioni e foto aeree scattate dalla U.S. Navy nel periodo 1956-66.
La denominazione è stata assegnata dall'Advisory Committee on Antarctic Names (US-ACAN) perché è il masso roccioso posto più a sud del Neptune Range.